# Endophloeus markovichianus
|                       |                      |
| Abb. 1 Aufsicht       | Abb. 2 Seitenansicht |
|                       |                      |
| Abb. 3 Vorderansicht  | Abb. 4 Unterseite    |
|                       |                      |
| Abb. 5 Schuppenborste |                      |

Endophloeus markovichianus (fälschlicherweise häufig marcovichianus) ist ein Käfer aus der Familie der Zopheridae und der Unterfamilie Colydiinae, die traditionell als eigene Familie Colydiidae betrachtet wurde.
Die Gattung Endophloeus ist weltweit mit drei Arten vertreten, die alle auch in Europa anzutreffen sind. Aus  Mitteleuropa ist nur Endophloeus markovichianus bekannt, die beiden anderen Arten kommen in der Ukraine beziehungsweise im Nahen Osten vor.

## Bemerkungen zum Namen
Die Art wird erstmals in einem Reisebericht von Piller und Mitterpacher 1783 unter dem Namen Sylpha Markovichiana beschrieben und dabei nach Stephan Markovich benannt, bei dem die Autoren in Cernik zu Gast waren.  Der Gattungsname Endoploeus (von altgr. ένδον (éndon), innen, und φλοιός (phloiós), Rinde.) wurde 1834 von Déjean vergeben und nimmt auf den Lebensraum Bezug, in dem die Käfer zu finden sind.

## Körperbau des Käfers
Der flache und in Aufsicht ovale Käfer erinnert in seiner Form an die Gattung Silpha, unterscheidet sich jedoch unter anderem durch die Anzahl der Tarsenglieder und die Bewehrung des Exoskeletts. Die Körperlänge variiert zwischen vier und sieben Millimeter. Die Farbe ist mit verschiedenen Brauntönen sehr unbestimmt und ohne klare Zeichnung.
Der breite Kopf ist bis über die seitlich stehenden großen Augen in den Halsschild zurückgezogen. Die elfgliedrigen Fühler sind dünn, das neunte Glied verdickt sich zu der abschließenden zweigliedrigen Keule. Die Fühler sind unter dem Kopf eingelenkt, die Fühlerrinnen sind kurz, flach und schräg nach innen gerichtet. Der Kiefertaster ist viergliedrig, der Lippentaster dreigliedrig, sein Endglied eiförmig mit abgestutzter Spitze.
Der Halsschild ist deutlich breiter als lang. Seine Seiten sind aufgehellt, breit verflacht und mit Kerbzähnen besetzt. Auf der Oberseite sitzen symmetrisch zur Mitte sechs schroffe langgezogene Höcker. Sie sind von Borstenbüscheln gekrönt und begrenzen eine vor der Mitte kreisförmig erweiterte Längsrinne.
Die Flügeldecken sind am Rand schmal verflacht und feiner als der Halsschild gekerbt. Auf jedem Kerbzähnchen sitzt eine abgeplattete Schuppenborste, die seitlich absteht (Abb. 5). Oben sind die Flügeldecken ebenfalls mit rippenartigen Höckern besetzt, die Borstenbüschel tragen. Ein Streifen an der Flügeldeckenbasis sowie der Rand und das Ende der Flügeldecken sind weißlich inkrustiert.
Die Körperunterseite (Abb. 4) ist flach. Vorder, Mittel- und Hinterhüften sind deutlich voneinander getrennt. Die Tarsen sind alle viergliedrig. Die ersten drei Glieder sind etwa gleich kurz und unten weich behaart. Die Schienen sind ohne Enddornen.

## Lebensweise
Die Käfer findet man in Laub- und Mischwäldern unter verpilzter, abgestorbener Rinde zahlreicher Laub- und Nadelbäume oder in morschem verpilztem Holz. Sie sind auch unter Flechten und Moos zu finden.

## Verbreitung
Die Art ist in großen Teilen Europas, in Nordafrika und dem nahen Osten zu finden, die Verbreitung ist jedoch recht lückenhaft. So fehlt sie auf den großen europäischen Inseln, sowie in weiten Teilen Nordeuropas, den Beneluxstaaten, Albanien, Tschechien und einigen Kleinstaaten.